# Sphaenognathus bordoni
Sphaenognathus bordoni is een keversoort uit de familie vliegende herten (Lucanidae). De wetenschappelijke naam van de soort is voor het eerst geldig gepubliceerd in 2001 door Brochier & Chalumeau.